# Lasse Kjus
Lasse Kjus (Oslo, 14 gennaio 1971) è un ex sciatore alpino norvegese.
Specialista delle prove veloci, ma in grado di ottenere risultati di rilievo anche in quelle tecniche, fu uno degli sciatori alpini più vittoriosi, conquistando tra l'altro la medaglia d'oro olimpica nella combinata a Lillehammer 1994, tre titoli mondiali, due Coppe del Mondo generali e una di specialità. Complessivamente vinse undici medaglie mondiali e cinque olimpiche, in tre specialità diverse.
Durante i Mondiali del 1999 vinse medaglie in ogni specialità prevista dal programma (due ori e tre argenti), come Toni Sailer nel 1958 (allora erano però previste quattro prove).

## Biografia

### Carriera sciistica

#### Stagioni 1988-1994
Originario di Siggerud di Ski, Kjus iniziò a gareggiare all'età di otto anni e debuttò in campo internazionale ai Mondiali juniores di Madonna di Campiglio 1988. In Coppa del Mondo ottenne il primo piazzamento di rilievo il 14 gennaio 1990 in Alta Badia, arrivando 7º nello slalom gigante della Gran Risa. Nella stessa stagione partecipò ai Mondiali juniores di Zinal 1990, dove vinse una medaglia in ognuna delle cinque gare disputate: un oro (nello slalom gigante), due argenti (nella discesa libera e nella combinata) e due bronzi (nel supergigante e nello slalom speciale). Il 9 agosto 1990 colse a Mount Hutt il suo primo podio in Coppa del Mondo, in slalom gigante (2º); esordì quindi ai Campionati mondiali nella rassegna iridata di Saalbach-Hinterglemm 1991, classificandosi 10º nello slalom speciale, e ai Giochi olimpici invernali ad Albertville 1992, senza tuttavia concludere la prova di slalom gigante.
Ai Mondiali di Morioka 1993 vinse il suo primo titolo iridato, nella combinata, e si classificò 16º nello slalom gigante e 12º nello slalom speciale. Nel 1994 colse la sua prima vittoria in Coppa del Mondo, imponendosi il 16 gennaio nella prestigiosa combinata dell'Hahnenkamm di Kitzbühel, e a fine stagione risultò vincitore della classifica di quella specialità, che tuttavia all'epoca non prevedeva l'assegnazione di una coppa di cristallo. Nello stesso anno partecipò ai XVII Giochi olimpici invernali di Lillehammer 1994, dove vinse la medaglia d'oro nella combinata, si classificò 18º nella discesa libera, 12º nel supergigante, 7º nello slalom gigante e non concluse lo slalom speciale.

#### Stagioni 1995-1998
Nella stagione 1994-1995 colse tre podi in Coppa del Mondo ma nessuna vittoria, mentre in quella 1995-1996 dominò il massimo circuito internazionale: vinse la Coppa del Mondo generale con oltre duecento punti di vantaggio sul secondo classificato, l'austriaco Günther Mader, e si aggiudicò dieci podi, con quattro vittorie tra le quali lo slalom gigante della Podkoren di Kranjska Gora il 21 dicembre e la discesa libera della Stelvio di Bormio il 29 dicembre. Sempre nel 1996 prese parte ai Mondiali della Sierra Nevada, dove vinse la medaglia d'argento nella combinata e si classificò 4º nella discesa libera, 6º nel supergigante, 4º nello slalom gigante e 10º nello slalom speciale.
Nella stagione 1996-1997 in Coppa del Mondo, nonostante quattro podi con due vittorie (tra le quali, per la seconda volta, quella della combinata di Kitzbühel), non andò oltre il 13º posto nella classifica generale; invece ai Mondiali di Sestriere vinse tre medaglie d'argento (nella discesa libera, nel supergigante e nello slalom gigante) e si classificò 5º nella combinata. Anche nel 1997-1998 in Coppa del Mondo rimase lontano dalle posizioni di vertice (ottenne quattro podi, tutti terzi posti), ma il 13 febbraio ai XVIII Giochi olimpici invernali di Nagano 1998 divenne il primo sciatore alpino a vincere due medaglie nello stesso giorno, entrambe d'argento: al mattino nella discesa libera (che era stata rinviata di cinque giorni per maltempo) e al pomeriggio nella combinata. In quella rassegna olimpica si classificò inoltre 9º nel supergigante e 8º nello slalom gigante.

#### Stagioni 1999-2002
Nella stagione 1998-1999 Kjus raggiunse l'apice della sua carriera in Coppa del Mondo: si aggiudicò la Coppa del Mondo generale con ventitré punti di vantaggio sull'altro grande campione della nazionale norvegese di quegli anni, Kjetil André Aamodt, la sua unica Coppa di specialità, quella di discesa libera, con oltre trecento punti in più del secondo classificato, l'austriaco Andreas Schifferer, e la classifica di combinata. Complessivamente conquistò undici podi, con sei vittorie; tra queste spiccarono alcune classiche dello sci alpino, come le discese libere della Oreiller-Killy di Val-d'Isère (il 12 dicembre), della Saslong della Val Gardena (il 18 dicembre), della Lauberhorn di Wengen (il 16 gennaio) e della Streif di Kitzbühel (il 22 gennaio), e la combinata del Trofeo del Lauberhorn di Wengen (il 17 gennaio). Sempre nel 1999 ai Mondiali di Vail/Beaver Creek ottenne una medaglia in tutte le gare in programma: l'oro nel supergigante e nello slalom gigante e l'argento nella discesa libera, nello slalom speciale e nella combinata. Nell'annata successiva non poté invece ripetersi, poiché gareggiò soltanto nel primo scorcio di stagione.
La stagione 2000-2001 fu l'ultima che vide Kjus ai vertici della Coppa del Mondo, con il terzo posto nella classifica generale (però con oltre settecento punti di distacco dal vincitore, l'austriaco Hermann Maier), il primo in quella della combinata e sei podi complessivi, con una vittoria (ancora nella combinata dell'Hahnenkamm). Ai Mondiali di Sankt Anton 2001 fu 4º nel supergigante e 7º nello slalom gigante. Nella stagione 2001-2002 in Coppa del Mondo non andò oltre al 6º posto assoluto, con tre podi (nessuna vittoria), ma ai XIX Giochi olimpici invernali di Salt Lake City 2002 vinse altre due medaglie, l'argento nella discesa libera e il bronzo nello slalom gigante; fu inoltre 5º nella combinata, mentre nel supergigante non terminò la prova.

#### Stagioni 2003-2008
Nella stagione 2002-2003 in Coppa del Mondo colse due podi, senza vittorie, e fu 31º in classifica generale, mentre ai Mondiali di Sankt Moritz vinse la sua ultima medaglia iridata, l'argento nella combinata, si classificò 13º nella discesa libera, 9º nel supergigante e non completò lo slalom gigante. Nella stagione 2003-2004 tornò alla vittoria in Coppa del Mondo, imponendosi tra l'altro nella discesa libera di Kitzbühel, e fu 8º nella classifica generale con cinque podi complessivi. Nella stagione seguente 2004-2005 ottenne le sue ultime vittorie e i suoi ultimi podi in Coppa del Mondo: vinse lo slalom gigante della Birds of Prey di Beaver Creek (il 4 dicembre) e salì per l'ultima volta in carriera sul podio il 10 marzo, vincendo la discesa libera di Lenzerheide. Partecipò anche ai Mondiali di Bormio 2005, classificandosi 33º nella discesa libera, 11º nel supergigante, 6º nella combinata e non completando lo slalom gigante.
I XX Giochi olimpici invernali di Torino 2006 furono l'ultima presenza olimpica di Kjus, nella quale si piazzò 14º nella discesa libera, 14º nel supergigante, 18º nello slalom gigante e non concluse la combinata. Si ritirò dalla Coppa del Mondo al termine di quella stagione; fu per l'ultima volta al cancelletto di partenza in occasione del supergigante di Åre del 16 marzo, che chiuse al 13º posto. Nel marzo del 2008 prese parte ancora ad alcune gare locali in Norvegia, fino al definitivo ritiro avvenuto il 31 marzo ad Hafjell in occasione dei Campionati norvegesi 2008.

### Altre attività
Dopo il ritiro dalle competizioni si è dedicato all'imprenditoria nel settore dell'abbigliamento sportivo.

## Palmarès

### Olimpiadi
- 5 medaglie:
  - 1 oro (combinata a Lillehammer 1994)
  - 3 argenti (discesa libera, combinata a Nagano 1998; discesa libera a Salt Lake City 2002)
  - 1 bronzo (slalom gigante a Salt Lake City 2002)

### Mondiali
- 11 medaglie:
  - 3 ori (combinata a Morioka 1993; supergigante, slalom gigante a Vail/Beaver Creek 1999)
  - 8 argenti (combinata a Sierra Nevada 1996; discesa libera, supergigante, slalom gigante a Sestriere 1997; discesa libera, slalom speciale, combinata a Vail/Beaver Creek 1999; combinata a Sankt Moritz 2003)

### Mondiali juniores
- 5 medaglie:
  - 1 oro (slalom gigante a Zinal 1990)
  - 2 argenti (discesa libera, combinata[senza fonte] a Zinal 1990)
  - 2 bronzi (supergigante, slalom speciale a Zinal 1990)

### Coppa del Mondo
- Vincitore della Coppa del Mondo nel 1996 e nel 1999
- Vincitore della Coppa del Mondo di discesa libera nel 1999
- 60 podi:
  - 18 vittorie
  - 24 secondi posti
  - 18 terzi posti

#### Coppa del Mondo - vittorie
| Data             | Località      | Paese       | Specialità |
| ---------------- | ------------- | ----------- | ---------- |
| 16 gennaio 1994  | Kitzbühel     | Austria     | KB         |
| 2 dicembre 1995  | Vail          | Stati Uniti | SG         |
| 21 dicembre 1995 | Kranjska Gora | Slovenia    | GS         |
| 29 dicembre 1995 | Bormio        | Italia      | DH         |
| 6 marzo 1996     | Kvitfjell     | Norvegia    | DH         |
| 26 gennaio 1997  | Kitzbühel     | Austria     | KB         |
| 2 marzo 1997     | Kvitfjell     | Norvegia    | DH         |
| 12 dicembre 1998 | Val-d'Isère   | Francia     | DH         |
| 18 dicembre 1998 | Val Gardena   | Italia      | DH         |
| 16 gennaio 1999  | Wengen        | Svizzera    | DH         |
| 17 gennaio 1999  | Wengen        | Svizzera    | KB         |
| 22 gennaio 1999  | Kitzbühel     | Austria     | DH         |
| 10 marzo 1999    | Sierra Nevada | Spagna      | DH         |
| 21 gennaio 2001  | Kitzbühel     | Austria     | KB         |
| 19 dicembre 2003 | Val Gardena   | Italia      | SG         |
| 22 gennaio 2004  | Kitzbühel     | Austria     | DH         |
| 4 dicembre 2004  | Beaver Creek  | Stati Uniti | GS         |
| 10 marzo 2005    | Lenzerheide   | Svizzera    | DH         |

Legenda:

DH = discesa libera

SG = supergigante

GS = slalom gigante

KB = combinata

### Campionati norvegesi
- 19 medaglie (dati dalla stagione 1989-1990)[3]:
  - 6 ori (slalom speciale nel 1992; discesa libera, combinata nel 1995; supergigante nel 1996; supergigante nel 1998; supergigante nel 2005)[4]
  - 7 argenti (slalom speciale[senza fonte] nel 1991; slalom gigante[senza fonte] nel 1993; supergigante, slalom speciale[senza fonte] nel 1994; slalom speciale nel 1995; slalom gigante nel 1996; discesa libera nel 2008)
  - 6 bronzi (supergigante[senza fonte] nel 1990; discesa libera, slalom gigante nel 1998; slalom speciale nel 1999; discesa libera nel 2001; discesa libera nel 2003)

## Statistiche

### Podi in Coppa del Mondo
| 1º     | 2º                     | 3º                     | 1º                     | 2º                     | 3º                     | 1º                     | 2º                     | 3º                     | 1º                     | 2º                     | 3º                     | 1º                     | 2º                     | 3º                     |                        |                        |                        |                        |                        |
| 1990   |                        |                        |                        |                        |                        |                        |                        |                        |                        |                        |                        |                        |                        |                        |                        | 0                      |                        |                        |                        |
| 1991   |                        |                        |                        |                        |                        |                        |                        | 1                      |                        |                        |                        |                        |                        | 1                      |                        | 2                      |                        |                        |                        |
| 1992   |                        |                        |                        |                        |                        |                        |                        |                        |                        |                        |                        |                        |                        |                        |                        | 0                      |                        |                        |                        |
| 1993   |                        |                        |                        |                        |                        |                        |                        | 1                      | 1                      |                        |                        |                        |                        |                        |                        | 2                      |                        |                        |                        |
| 1994   |                        |                        |                        |                        | 1                      |                        |                        |                        |                        |                        |                        |                        | 1                      | 1                      |                        | 3                      |                        |                        |                        |
| 1995   |                        | 1                      | 1                      |                        |                        |                        |                        |                        |                        |                        |                        |                        |                        | 1                      |                        | 3                      |                        |                        |                        |
| 1996   | 2                      | 1                      |                        | 1                      | 1                      | 1                      | 1                      | 3                      |                        |                        |                        |                        |                        |                        |                        | 10                     |                        |                        |                        |
| 1997   | 1                      |                        |                        |                        |                        | 2                      |                        |                        |                        |                        |                        |                        | 1                      |                        |                        | 4                      |                        |                        |                        |
| 1998   |                        |                        | 3                      |                        |                        | 1                      |                        |                        |                        |                        |                        |                        |                        |                        |                        | 4                      |                        |                        |                        |
| 1999   | 5                      | 2                      |                        |                        |                        | 1                      |                        |                        |                        |                        |                        | 1                      | 1                      | 1                      |                        | 11                     |                        |                        |                        |
| 2000   |                        |                        |                        |                        |                        | 1                      |                        |                        |                        |                        |                        |                        |                        |                        |                        | 1                      |                        |                        |                        |
| 2001   |                        | 1                      | 2                      |                        | 1                      |                        |                        | 1                      |                        |                        |                        |                        | 1                      |                        |                        | 6                      |                        |                        |                        |
| 2002   |                        | 1                      |                        |                        |                        |                        |                        |                        |                        |                        |                        |                        |                        | 1                      | 1                      | 3                      |                        |                        |                        |
| 2003   |                        |                        |                        |                        | 1                      |                        |                        |                        |                        |                        |                        |                        |                        |                        | 1                      | 2                      |                        |                        |                        |
| 2004   | 1                      | 1                      |                        | 1                      |                        |                        |                        |                        |                        |                        |                        |                        |                        |                        | 2                      | 5                      |                        |                        |                        |
| 2005   | 1                      |                        |                        |                        |                        |                        | 1                      | 1                      |                        |                        |                        |                        |                        | 1                      |                        | 4                      |                        |                        |                        |
| 2006   |                        |                        |                        |                        |                        |                        |                        |                        |                        |                        |                        |                        |                        |                        |                        | 0                      |                        |                        |                        |
| 2007   | stagione non disputata | stagione non disputata | stagione non disputata | stagione non disputata | stagione non disputata | stagione non disputata | stagione non disputata | stagione non disputata | stagione non disputata | stagione non disputata | stagione non disputata | stagione non disputata | stagione non disputata | stagione non disputata | stagione non disputata | stagione non disputata | stagione non disputata | stagione non disputata | stagione non disputata |
| 2008   | stagione non disputata | stagione non disputata | stagione non disputata | stagione non disputata | stagione non disputata | stagione non disputata | stagione non disputata | stagione non disputata | stagione non disputata | stagione non disputata | stagione non disputata | stagione non disputata | stagione non disputata | stagione non disputata | stagione non disputata | stagione non disputata | stagione non disputata | stagione non disputata | stagione non disputata |
| Totale | 10                     | 7                      | 6                      | 2                      | 4                      | 6                      | 2                      | 7                      | 1                      | 0                      | 0                      | 1                      | 4                      | 6                      | 4                      | 60                     |                        |                        |                        |
| Totale | 23                     | 23                     | 23                     | 12                     | 12                     | 12                     | 10                     | 10                     | 10                     | 1                      | 1                      | 1                      | 14                     | 14                     | 14                     | 60                     |                        |                        |                        |